# كاتي سويرز (لاعبة ومدربة كرة قدم أمريكية)
كاتي سويرز (من مواليد 7 أغسطس 1986) هي مدربة كرة قدم أمريكية عملت سابقًا في الدوري الوطني لكرة القدم. تعتبر كاتي أول مثلية الجنس بشكل علني وأول مدربة في تاريخ سوبر بول. بدأت كاتي مسيرتها الكروية الأمريكية باللعب في دوري كرة القدم للسيدات. وانضمت بعد ذلك إلى اتحاد كرة القدم الأميركي في عام 2016 كمدربة لفريق أتلانتا فالكونز ثم مع فريق سان فرانسيسكو 49، قبل أن تنضم إلى كانساس سيتي تشيفز في عام 2021. تعمل سويرز حاليًا في القسم الرياضي بجامعة أوتاوا.

## النشأة والتعليم
وُلدت كاتي في 7 أغسطس 1986 في هيستون بكانساس، حيث تبعت كنيسة مينونايت مع عائلتها. بدأت لعب كرة القدم الأمريكية في سن الثامنة. ثم التحقت بكلية هيستون وكلية جوشين وجامعة وسط ميسوري. تخرجت كاتي من جامعة وسط ميسوري بدرجة الماجستير في علم الحركة في عام 2012.

## الحياة المهنية

### اللعب
بدأت كاتي مسيرتها الكروية عندما كانت طالبة في جوشن باللعب مع فريق وسط ميتشيجان وفريق كانساس سيتي تايتنز في دوري كرة القدم للسيدات. فازت مع فريق كانساس سيتي تايتنز ببطولة كرة القدم الأمريكية الوطني للسيدات الذي فاز ببطولة العالم للسيدات عام 2013. واصلت كاتي اللعب في اتحاد كرة القدم العالمي حتى تقاعدت عام 2016 بسبب إصابة في الفخذ.

### التدريب
انضمت كاتي في عام 2016 إلى الرابطة الوطنية لكرة القدم كمتدربة للتدريب على نطاق واسع مع فريق أتلانتا فالكونز. انتقلت كاتي في عام 2017 إلى فريق سان فرانسيسكو 49 كجزء من زمالة تدريب بيل والش للتنوع. وأصبحت متدربة موسمية قبل أن تتحول إلى مساعد مدرب بدوام كامل. فازت كاتي في موسمها الأول مع الفريق ببطولة ان اف سي، والتي تأهل الفريق على إثرها إلى بطولة سوبر بول والذي سمح لكاتي بأن تصبح أول امرأة وأول مدربة مثلية الجنس بشكل علني في سوبر بول. انتهى عقدها مع الفريق بعد موسم 2020. وانضمت إلى الجهاز الفني لفريق كانساس سيتي تشيفز قبل موسم 2021. وفي أكتوبر 2021، عُينت كاتي مديرة للمبادرات الإستراتيجية الرياضية في جامعة أوتاوا، حيث تقوم أيضًا بتدريب فريق كرة القدم للسيدات.

## الحياة الشخصية
قبل بداية موسم 2017 NFL ، ظهرت سويرز علنًا كمثلية وأصبحت أول مدربة LGBT بشكل علني في الدوري الوطني لكرة القدم .  تم رفض منصب تدريب المتطوعين في كلية جاسان في عام 2009 بسبب توجهها الجنسي. وفي عام 2020 اعتذر رئيس الكلية عن رفضها. 